# (698) Ernestina
(698) Ernestina es un asteroide perteneciente al cinturón de asteroides descubierto el 5 de marzo de 1910 por Joseph Helffrich desde el observatorio de Heidelberg-Königstuhl, Alemania.
Está nombrado en honor de Ernst Wolf, hijo de Max Wolf.